# Фельдкірхен (Нижня Баварія)
Фельдкірхен (нім. Feldkirchen) — громада в Німеччині, розташована в землі Баварія. Підпорядковується адміністративному округу Нижня Баварія. Входить до складу району Штраубінг-Боген.
Площа — 22,65 км2. Населення становить 2077 ос. (станом на 31 грудня 2020).